# Diplomystes
Diplomystes – rodzaj słodkowodnych ryb sumokształtnych z rodziny Diplomystidae. Obejmuje 3 gatunki.

## Zasięg występowania
Południowa część Ameryki Południowej – Chile i Argentyna.

## Klasyfikacja
Gatunki zaliczane do tego rodzaju:
- Diplomystes camposensis
- Diplomystes chilensis
- Diplomystes nahuelbutaensis